# Noah Katterbach
Noah Katterbach (Simmerath, 13 aprile 2001) è un calciatore tedesco, difensore dell'Amburgo.

## Caratteristiche tecniche
È un terzino sinistro molto rapido e propositivo,partecipa molto alla manovra offensiva dove si dimostra abile sia in fase di assistenza con una buona abilità soprattutto nei cross che in fase realizzativa con buone capacità di inserimento e un discreto tiro dalla distanza

## Carriera

### Club

#### Colonia e vari prestiti
Cresciuto nel settore giovanile del Colonia, ha esordito in prima squadra il 5 ottobre 2019 disputando l'incontro di Bundesliga pareggiato 1-1 contro lo Schalke 04. Nelle successive due stagioni trova spazio da titolare, totalizzando 39 presenze in Bundesliga. Nel 2021-2022 viene impiegato con la seconda squadra in Regionalliga West, dove segna anche una rete.
Nella stagione 2022-2023 passa in prestito al Basilea, dove colleziona 15 presenze con 1 gol e 2 assist in Super League, ma nella stagione successiva trova meno spazio. 
Il 17 gennaio 2023 passa in prestito all'Amburgo fino al termine della stagione.

#### Amburgo
Il 31 gennaio 2024, dopo essersi svincolato dal Colonia, firma un contratto con l'Amburgo fino al 30 giugno 2027.

### Nazionale
Ha giocato nelle nazionali giovanili tedesche Under-17 ed Under-19.

## Statistiche

### Presenze e reti nei club
Statistiche aggiornate al 21 dicembre 2024.
| Stagione          | Squadra           | Campionato        | Campionato | Campionato | Coppe nazionali | Coppe nazionali | Coppe nazionali | Coppe continentali | Coppe continentali | Coppe continentali | Altre coppe | Altre coppe | Altre coppe | Totale | Totale | Totale |
| Stagione          | Squadra           | Comp              | Pres       | Reti       | Comp            | Pres            | Reti            | Comp               | Pres               | Reti               | Comp        | Pres        | Reti        | Pres   | Reti   |        |
| ----------------- | ----------------- | ----------------- | ---------- | ---------- | --------------- | --------------- | --------------- | ------------------ | ------------------ | ------------------ | ----------- | ----------- | ----------- | ------ | ------ | ------ |
| 2019-2020         | Colonia II        | RL                | 5          | 0          | -               | -               | -               | -                  | -                  | -                  | -           | -           | -           | 5      | 0      |        |
| 2020-2021         | Colonia II        | RL                | 1          | 0          | -               | -               | -               | -                  | -                  | -                  | -           | -           | -           | 1      | 0      |        |
| 2021-gen. 2022    | Colonia II        | RL                | 18         | 1          | -               | -               | -               | -                  | -                  | -                  | -           | -           | -           | 18     | 1      |        |
| 2019-2020         | Colonia           | BL                | 18         | 0          | CG              | 1               | 0               | -                  | -                  | -                  | -           | -           | -           | 19     | 0      |        |
| 2020-2021         | Colonia           | BL                | 21+1       | 0          | CG              | 3               | 0               | -                  | -                  | -                  | -           | -           | -           | 25     | 0      |        |
| 2021-gen. 2022    | Colonia           | BL                | 1          | 0          | CG              | 0               | 0               | -                  | -                  | -                  | -           | -           | -           | 1      | 0      |        |
| Totale Colonia    | Totale Colonia    | Totale Colonia    | 40+1       | 0          |                 | 4               | 0               |                    | -                  | -                  |             | -           | -           | 45     | 0      |        |
| gen.-giu. 2022    | Basilea           | SL                | 15         | 1          | CG              | 0               | 0               | UECL               | 2                  | 0                  | -           | -           | -           | 17     | 1      |        |
| 2022-gen. 2023    | Basilea           | SL                | 6          | 0          | CG              | 2               | 0               | UECL               | 8                  | 0                  | -           | -           | -           | 16     | 0      |        |
| Totale Basilea    | Totale Basilea    | Totale Basilea    | 21         | 1          |                 | 2               | 0               |                    | 10                 | 0                  |             | -           | -           | 33     | 1      |        |
| gen.-giu. 2023    | Amburgo           | 2L                | 11         | 0          | CG              | -               | -               | -                  | -                  | -                  | -           | -           | -           | 11     | 0      |        |
| 2023-gen. 2024    | Colonia II        | RL                | 5          | 0          | -               | -               | -               | -                  | -                  | -                  | -           | -           | -           | 5      | 0      |        |
| Totale Colonia II | Totale Colonia II | Totale Colonia II | 29         | 1          |                 | -               | -               |                    | -                  | -                  |             | -           | -           | 29     | 1      |        |
| gen.-giu. 2024    | Amburgo           | 2L                | 6          | 0          | CG              | -               | -               | -                  | -                  | -                  | -           | -           | -           | 6      | 0      |        |
| 2024-2025         | Amburgo           | 2L                | 8          | 1          | CG              | 2               | 0               | -                  | -                  | -                  | -           | -           | -           | 10     | 1      |        |
| Totale Amburgo    | Totale Amburgo    | Totale Amburgo    | 25         | 1          |                 | 2               | 0               |                    | -                  | -                  |             | -           | -           | 27     | 1      |        |
| Totale carriera   | Totale carriera   | Totale carriera   | 116        | 3          |                 | 8               | 0               |                    | 10                 | 0                  |             | -           | -           | 134    | 3      |        |

## Palmarès

### Club

#### Competizioni nazionali
- Campionato tedesco di seconda divisione: 1

Colonia: 2018-2019

### Individuale
- Fritz-Walter-Medaille U-19

 Oro 2020